# Bisdom Apatzingán
Het bisdom Apatzingán (Latijn: Dioecesis Apatzinganiensis) is een rooms-katholiek bisdom met als zetel Apatzingán, in Mexico. Het bisdom is suffragaan aan het aartsbisdom Morelia. 

## Geschiedenis
Het bisdom werd opgericht op 30 april 1962, uit delen van de bisdommen Colima en Tacámbaro.

## Parochies
Het bisdom had in 2020 een oppervlakte van 13.102 km2 en telde 430.000 inwoners waarvan 92,2% rooms-katholiek was.

## Bisschoppen
- Victorino Alvarez Tena (24 mei 1962 - 14 februari 1974)
- José Fernández Arteaga (13 juli 1974 - 8 februari 1980)
- Miguel Patiño Velázquez (9 april 1981 - 17 november 2014)
- Cristóbal Ascencio García (17 november 2014 - heden)

Morelia (aartsbisdom) · Apatzingán · Ciudad Lázaro Cárdenas · Tacámbaro · Zamora